# Рогув (Малопольское воеводство)
Ро́гув (пол. Rogów) — село в Польше, в сельской гмине Козлув Мехувского повета Малопольского воеводства.
Село располагается в 5 км от административного центра гмины села Козлув, в 11 км от административного центра повета города Мехув и в 45 км от административного центра воеводства города Краков.
В 1975—1998 годах село входило в состав Келецкого воеводства.